# 伊藤誠 (外交官)
伊藤 誠（いとう まこと）は、日本の外交官。タンザニア駐箚特命全権大使等を経て、ブルガリア駐箚特命全権大使。

## 経歴・人物
1971年（昭和46年）名古屋大学法学部法律学科在学中に外務公務員採用上級試験に合格する。1972年（昭和47年）名古屋大を卒業し、外務省に入省した。
- 1987年（昭和62年）10月 大臣官房総務課企画官
- 1988年（昭和63年）10月 駐ブラジル日本国大使館一等書記官
- 1989年（昭和64年）1月 参事官
- 1992年（平成4年）11月 ロサンゼルス領事
- 1995年（平成7年）1月 国際情報局国際情報課長
- 1997年（平成9年）3月 国際交流基金総務部長
- 2000年（平成12年）10月 デトロイト総領事
- 2003年（平成15年）3月 東京都知事本部理事外務長
- 2003年（平成15年）8月 東京都知事本部儀典長
- 2006年（平成18年）9月 駐タンザニア特命全権大使
- 2008年（平成20年）12月 国際開発高等教育機構専務理事
- 2010年（平成22年）10月 駐ブルガリア特命全権大使[1]
- 2012年（平成24年）10月 特命全権大使（第5回アフリカ開発会議担当）
- 2013年（平成25年）2月 兼 安保理非常任理事国選挙及び安保理改革（アフリカ諸国）担当
- 2013年（平成25年）7月30日 辞職
- 2014年（平成26年）6月10日 公益財団法人松戸市国際交流協会理事[2]
- 2023年（令和5年）4月29日 瑞宝中綬章受章[3][4]
  - 松戸市国際文化振興参与も務める。[5]

## 同期
- 天野之弥（09年国際原子力機関事務局長・05年在ウィーン国際機関日本政府代表部大使）
- 小松一郎（13年内閣法制局長官・11年駐フランス大使・08年駐スイス大使・05年外務省国際法局長・03年外務省欧州局長）
- 武藤正敏（10年駐韓大使・07年駐クウェート大使）
- 小島誠二（12年関西担当大使・10年駐タイ大使・09年儀典長・08年科学技術協力担当大使・06年駐パキスタン大使）
- 神余隆博（12年関西学院大学副学長・08年駐ドイツ大使・06年国連大使（次席））
- 高橋文明（09年駐スペイン大使・03年駐カンボジア大使）
- 野本佳夫（08年駐スロバキア大使）
- 石栗勉（京都外国語大学教授・国連アジア太平洋平和軍縮センター所長）
- 石川薫（日本国際フォーラム研究本部長・10年駐カナダ大使・07年駐エジプト大使・05年外務省経済局長）
- 近藤誠一（10年文化庁長官・08年駐デンマーク大使・06年ユネスコ大使）
- 橋広治（10年駐パプアニューギニア大使）
- 峯村保雄（11年駐エルサルバドル大使）
- 肥塚隆（13年迎賓館長・10年駐オランダ大使・07年宮内庁式部副長・04年駐ホンジュラス大使）
- 山口英一（10年駐バチカン大使・07年駐コスタリカ大使）
- 横田順子（10年駐ラオス大使）
- 佐藤英夫（11年駐イスラエル大使・09年駐バーレーン大使・08年駐アフガニスタン大使）
- 二階尚人（14年駐チリ大使・11年駐ガーナ大使）
- 松原昭（12年駐マリ大使）
- 荒木喜代志（11年駐トルコ大使・09年COP10担当大使・08年国際テロ対策担当大使）